# Zugewinn
Zugewinn ist ein Begriff aus dem deutschen Eherecht, der beim gesetzlichen Güterstand der Zugewinngemeinschaft/Lebenspartnerschaft den während der Ehe eingetretenen Vermögenszuwachs beschreibt und bei Beendigung der Ehe für den gegenseitigen Zugewinnausgleich zu berechnen ist.

## Allgemeines
Der gesetzliche Güterstand der Zugewinngemeinschaft erfordert keinen Ehevertrag und gilt deshalb mit rechtskräftiger Eheschließung, ohne dass es besonderer Vereinbarungen bedarf. Dann gelten automatisch die Vorschriften über die Zugewinngemeinschaft der §§ 1363 ff. BGB. Zugewinn und Zugewinnausgleich spielen jedoch nur bei Beendigung der Ehe/Lebenspartnerschaft eine Rolle. Beendigungsgründe sind Tod eines Ehepartners, Scheidung der Ehe, Antrag auf vorzeitige Aufhebung der Zugewinngemeinschaft oder der Wechsel von der Zugewinngemeinschaft durch beurkundungspflichtigen Ehevertrag in die Güterstände der Gütertrennung oder Gütergemeinschaft.

## Allgemeine Berechnung des Zugewinns
Für die Berechnung des Zugewinns wird zunächst zwischen Anfangsvermögen und Endvermögen unterschieden. Beim Vermögensbegriff geht das BGB jeweils vom Reinvermögen aus, so dass vom Bruttovermögen die Schulden abzuziehen sind. Anfangsvermögen ist nach § 1374 Abs. 1 BGB demnach das zu Ehebeginn von einem Ehepartner in die Ehe eingebrachte und ihm gehörende Reinvermögen, Endvermögen das zum Beendigungszeitpunkt bestehende Reinvermögen eines Ehepartners (§ 1375 BGB). Sind die Schulden höher als das Bruttovermögen, so führt dies seit der Güterrechtsreform vom 1. September 2009 auch zu einem negativen Wert; das Anfangs- oder Endvermögen wird seitdem nicht mehr mit null angesetzt (§ 1374 Abs. 3 BGB, § 1375 Abs. 1 Satz 2 BGB). Ein Zugewinn besteht, wenn – bei positiven Vermögenswerten – das Endvermögen größer ist als das Anfangsvermögen (Formel: Zugewinn = Endvermögen – Anfangsvermögen). Ausgleichsfähiger Zugewinn ist das positive Ergebnis zwischen dem Anfangs- und Endbestand des Vermögens. Der Zugewinnausgleich erfolgt durch Vermögensvergleich beider Ehepartner. Der Ehepartner mit dem höheren Zugewinn ist dabei gegenüber dem anderen Ehepartner ausgleichspflichtig.
Die Berechnung des Wertes von Vermögensgegenständen richtet sich bei der Ermittlung des Anfangsvermögens nach dem Zeitpunkt des Ehebeginns. Nach § 1376 Abs. 1 BGB ist der Berechnung des Anfangsvermögens der Wert zugrunde zu legen, den das hinzuzurechnende Vermögen im Zeitpunkt des Ehebeginns hatte. Dasselbe gilt für die Wertermittlung des Endvermögens, hier ist der Zeitpunkt der Beendigung des Güterstands maßgebend (§ 1376 Abs. 2 BGB). Besaß etwa einer der Ehegatten bei Eintritt in den Güterstand ein relativ wertloses Grundstück, so ist zur Berechnung des Anfangsvermögens auf diesen Wert abzustellen, auch wenn dasselbe Grundstück bei Beendigung des Güterstandes wertvoller geworden ist.
Das Anfangsvermögen muss zudem nach Ermittlung noch indexiert werden, damit ein entstandener Kaufkraftschwund ausgeglichen wird. Die Indexierung beruht auf einer genau definierten Umrechnungsformel.

## Sonderfälle
Die Ermittlung des Zugewinns wäre einfach, wenn sie nach obiger Formel abgeschlossen werden könnte. Beim Zugewinnausgleich kommt es zunächst grundsätzlich nicht darauf an, ob und in welcher Weise der den Ausgleich fordernde Ehegatte zur Entstehung des Zugewinns beigetragen hat. Der Gesetzgeber hat jedoch für Komplikationen gesorgt, weil er Ausnahmen zulässt, die zu einem gerechteren Ausgleich beitragen sollen. Dazu sind in § 1374 Abs. 2 BGB Vermögensbestandteile aufgezählt, die dem Anfangsvermögen zuzurechnen sind, obwohl sie erst während der Ehe erworben wurden. Diese Bestimmung ordnet an, dass die betroffenen Vermögensteile so zu behandeln sind, als seien sie schon in die Ehe mitgebracht worden. Durch Zurechnung zum Anfangsbestand werden sie vom Zugewinnausgleich somit nicht erfasst und stellen doch die Frage in den Vordergrund, ob ein Ehegatte zur Entstehung eines konkreten Zugewinns beigetragen hat.
Zu diesem so genannten „privilegierten Erwerb“ gehören Erbschaften, Schenkungen und Aussteuer, also persönliche Zuwendungen an einen bestimmten Ehepartner. Ein „privilegierter Erwerb“ liegt auch vor, wenn der Erwerb zwar mit Rücksicht auf ein künftiges Erbrecht erfolgt, jedoch aus bestimmten Gründen in die Rechtsform eines Kaufvertrages gekleidet worden ist. Die in § 1374 Abs. 2 BGB normierten Ausnahmen vom allgemeinen Ausgleichsgrundsatz aller in der Ehe erzielten Vermögenszuwächse haben gemeinsam, dass der Ehegatte des Erwerbers eines solchen Vermögensgegenstandes zu dessen „privilegiertem Erwerb“ nichts beigetragen hat und er deshalb an diesem Erwerb auch nicht über den späteren Zugewinnausgleich partizipieren soll. Diese persönlichen Zuwendungen sollen dem begünstigten Ehepartner ungeschmälert verbleiben.
Da es sich um eine abschließende Aufzählung handelt, gehören alle übrigen Vermögenszuwächse nicht zum Anfangsbestand, insbesondere nicht die Lottogewinne. Auch Schmerzensgelder oder Entschädigungszahlungen sind regelmäßig ausgleichsfähiger Zugewinn. Zuwendungen, die ein Ehegatte dem anderen erbringt, werden nicht von § 1374 Abs. 2 BGB erfasst, und zwar unabhängig davon, ob es sich dabei um Schenkungen oder unbenannte Zuwendungen handelt. Denn Zuwendungen und Schenkungen, die ein Ehegatte dem anderen erbringt, stellen einen ausgleichsfähigen Zugewinn dar.
Zuwendungen sind auch dann kein „privilegierter Erwerb“, wenn es sich um Einkünfte im Sinne des letzten Halbsatzes in § 1374 Abs. 2 BGB handelt. Erhält ein Ehepartner derartige Zuwendungen nicht zur Vermögensbildung, sondern zu Verbrauchszwecken, werden sie nicht dem Anfangsvermögen zugeschlagen und sind Zugewinn. Typisches Beispiel sind Geldzuwendungen der Eltern eines Ehepartners für eine Urlaubsreise der Eheleute. Diese Zuwendungen werden für Konsumzwecke und nicht zur Vermögensbildung verwendet und sind ausgleichsfähiger Zugewinn.

## Pauschaler Zugewinnausgleich
Im Falle der Beendigung des Güterstandes durch den Tod eines Ehegatten oder Lebenspartners findet ein pauschaler Zugewinnausgleich statt. Die Erbquote des überlebenden Ehegatten bzw. Lebenspartners wird um ein Viertel erhöht, wobei unerheblich ist, ob tatsächlich ein Zugewinn entstanden ist (§ 1371 BGB).